# Stolpaleden

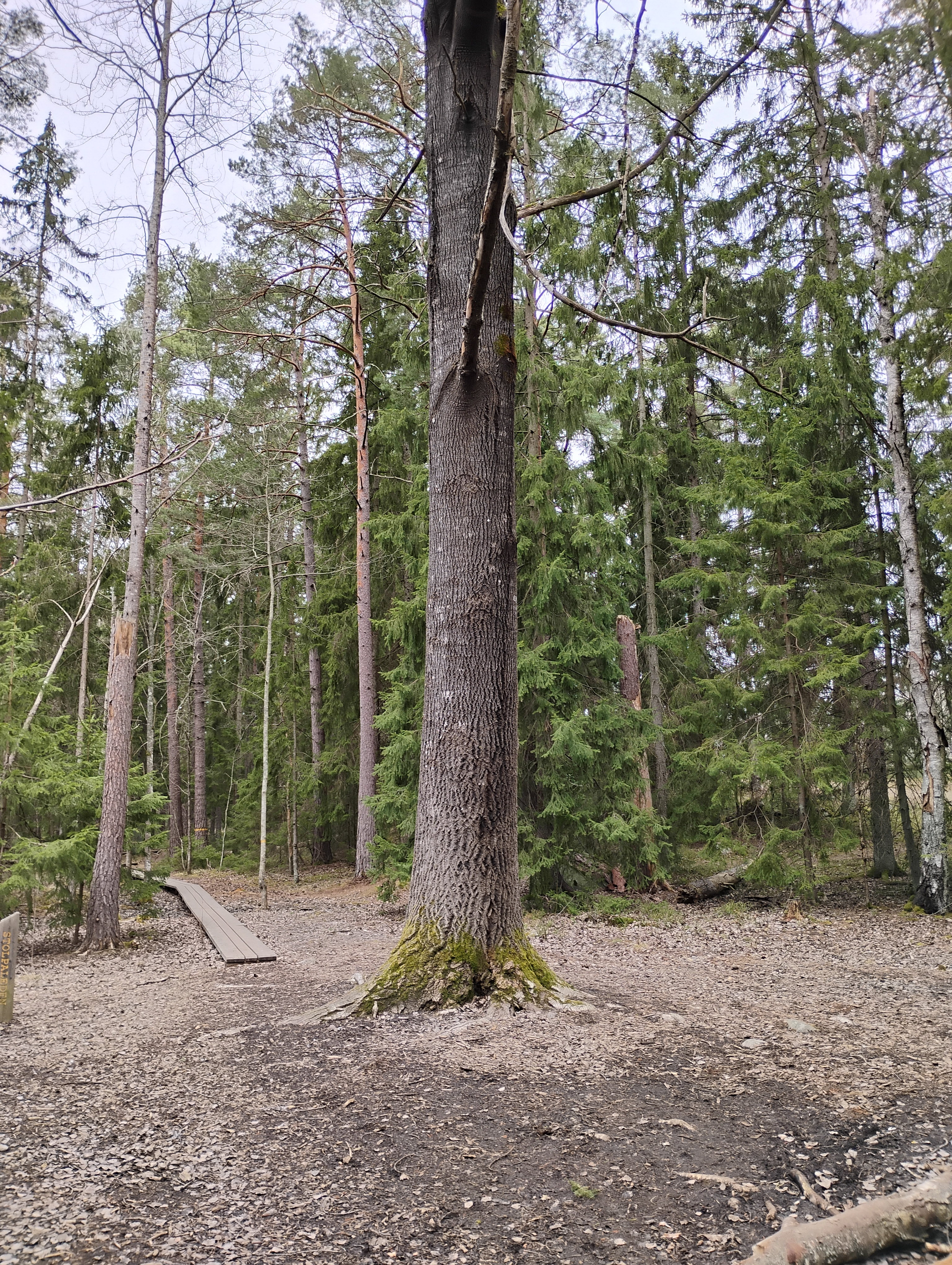
Jättegranen är en av stolpaledens sevärdheter.

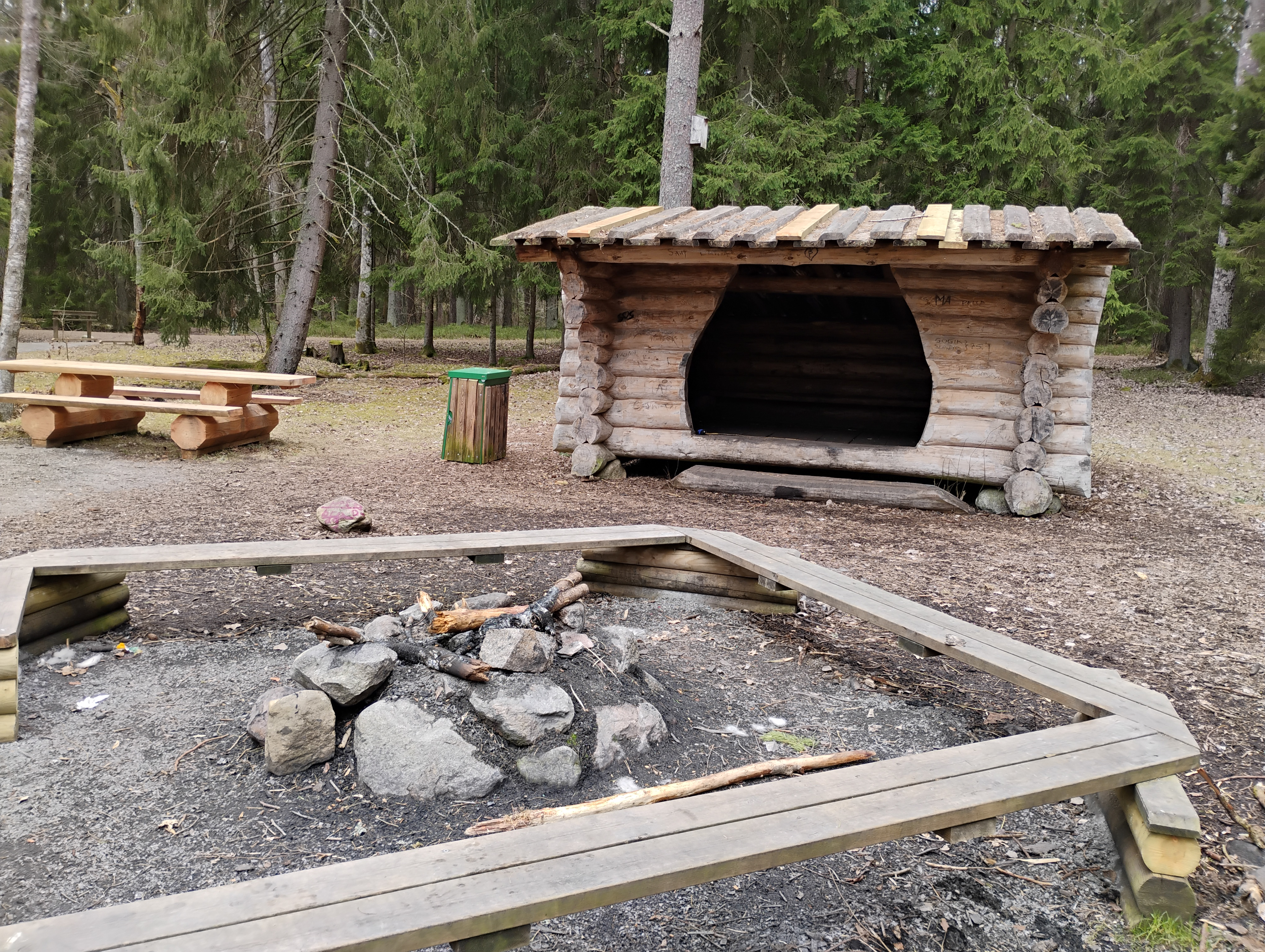
Svältan är en av stolpaledens rastställen.

Stolpaleden är en cirka 3 kilometer lång vandringsled belägen i Stolpaskogen i Täby kommun i Stockholms län. Leden erbjuder besökare en unik möjlighet att uppleva både natursköna områden och kulturhistoriska platser.

## Historik
Stolpaskogen har länge varit ett uppskattat rekreationsområde för boende i Täby. Kommun, i samarbete med organisationer som Täby Naturskyddsförening, Täby Hembygdsförening och Friluftsfrämjandet, har arbetat aktivt för att utveckla skogen till ett tillgängligt utflyktsmål. 
Stolpaleden anlades som en del av detta initiativ och invigdes år 2010 med syftet att tillgängliggöra skogens natur- och kulturvärden för allmänheten.
Sedan invigningen har leden genomgått flera förbättringar. Under 2015 förstärktes skyltningen och nya informationsskyltar sattes upp för att ge besökare bättre vägledning och kunskap om områdets flora och fauna. År 2020 genomfördes ytterligare upprustningar, inklusive nya spångar över känsliga våtmarker för att minimera påverkan på naturen.

## Sträckning och sevärdheter
Leden passerar genom varierande skogsmiljöer, inklusive områden med gammal tallskog, alsumpskog och urskog. Längs vägen finns flera rastplatser, varav en av de mest populära är belägen vid Svältan, där besökare har tillgång till grillplats och vindskydd.
Bland de mest framträdande sevärdheterna längs leden finns:
- Jättegranen, ett av skogens mest imponerande träd.
- Alsumpskogen, ett värdefullt ekosystem med hög biologisk mångfald.
- Luftbevakningstornets kvarlämningar, en historisk påminnelse om Sveriges beredskap under andra världskriget

## Tillgänglighet
Stolpaleden är lättillgänglig för besökare och kan nås både med kollektivtrafik och bil. De närmaste busshållplatserna är Åkerbyparken och Stockholmsvägen, belägna cirka 7 minuters promenad från leden. 
För resenärer som anländer med Roslagsbanan är de närmaste stationerna Galoppfältet, Ensta och Visinge belägna 15 respektive 18 minuters promenad från leden.